# Лысановское
Лысановское — озеро в Костанайском районе Костанайской области Казахстана. Находится в 11 км к северо-западу от посёлка Озёрное.
По данным топографической съёмки 1943 года, площадь поверхности озера составляет 1,95 км². Наибольшая длина озера — 2,1 км, наибольшая ширина — 1,7 км. Длина береговой линии составляет 5,7 км, развитие береговой линии — 1,14. Озеро расположено на высоте 182,2 м над уровнем моря.